# Colletorto
Colletorto är en ort och kommun i provinsen Campobasso i regionen Molise i Italien. Kommunen hade 1 831 invånare (2018).